# 小美玉市
小美玉市（おみたまし）は、茨城県中南部の県央地域にある市。
市内の東部に航空自衛隊百里飛行場があり、民間施設として茨城空港が併設されている。

## 市名
2006年（平成18年）3月27日に東茨城郡小川町、東茨城郡美野里町、新治郡玉里村の2町1村が合併して発足した際、「小川町」「美野里町」「玉里村」の頭1文字をとって「小美玉市」と命名された。これらのうち「小川」と「玉里」は歴史ある（少なくとも町村制以前にまでさかのぼれる）地名だが、「美野里」は1956年（昭和31年）の美野里村成立に際し名付けられた比較的新しい地名である。
「小川の流れや美しい自然とともに、玉のように輝き飛躍する市」「小さな美しい宝物、あるいは小さな美しい心を持つふるさとになるように」「小さな玉が美しく磨かれていく、そんな夢の持てる市になるように」「小さな美しい玉のような町」など、さまざまな思いが込められている。小美玉は、市名決定前から、広域消防の名称として使用されていた。ちなみに住民公募では「百里市」が1位であった。

## 地理

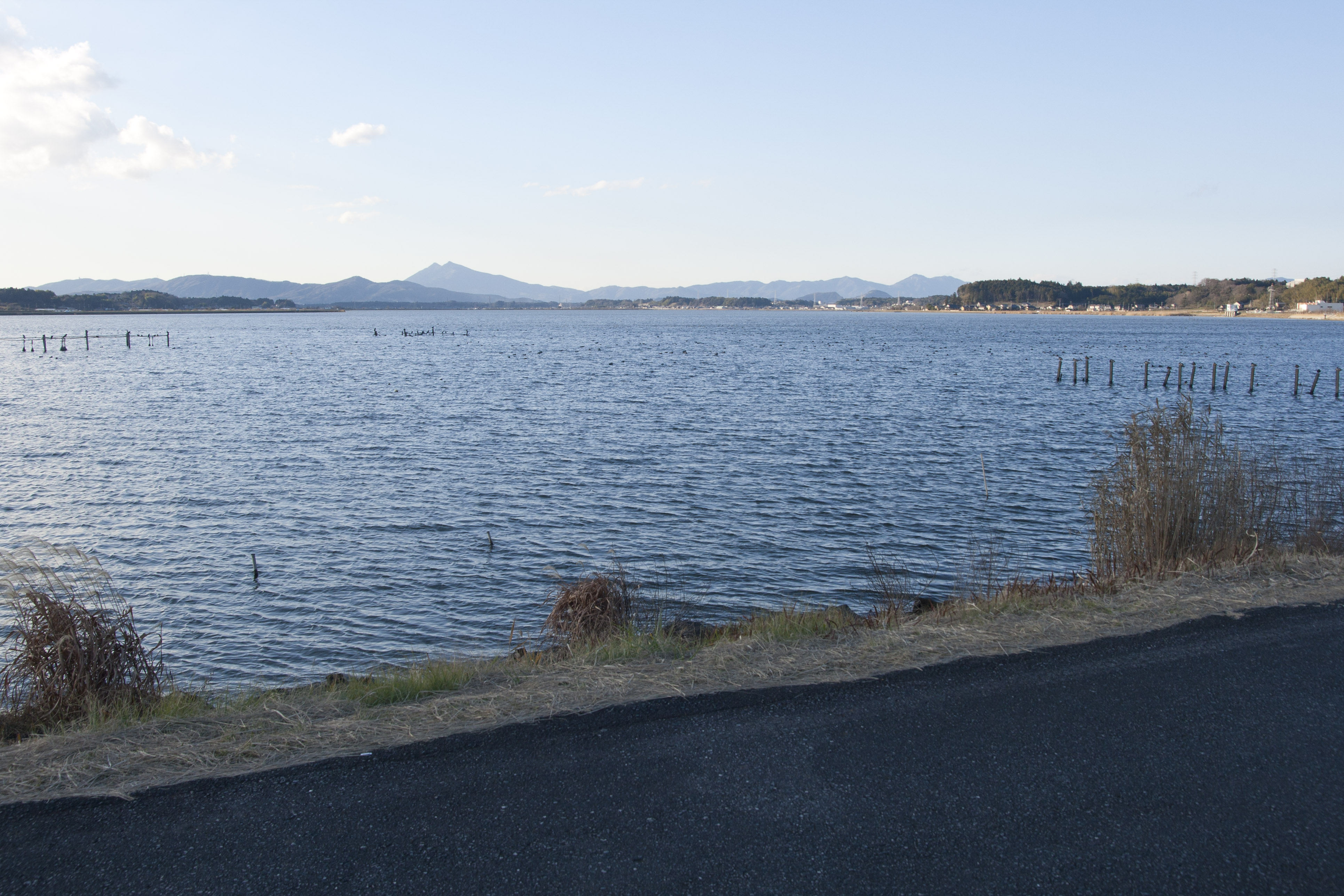
霞ヶ浦と筑波山（小美玉市下玉里）

### 地形
関東平野の一角にあり、霞ヶ浦に面する。
- 河川：園部川、巴川
- 湖沼：霞ヶ浦

### 隣接している自治体
- 石岡市
- 行方市
- 鉾田市
- 笠間市
- 東茨城郡茨城町

### 県内の区分
合併前、茨城県庁の分類で、小川町・美野里町は県央地域、玉里村は県南地域であったが、合併後は全域が県央地域となり、県の出先機関の管轄も変更された。陸運事務所も、車のナンバーを、小川町・美野里町は「水戸ナンバー」、玉里村は「土浦ナンバー」と定めていたが、同じ理由で、合併後は「水戸ナンバー」となった。

### 町・字

#### 旧小川町
- 飯前（いいさき）
- 小川（おがわ）
- 上合（かみあい）
- 上吉影（かみよしかげ）
- 川戸（かわど）
- 倉数（くらかず）
- 小塙（こばなわ）
- 佐才（さざい）
- 下馬場（しもばば）
- 下吉影（しもよしかげ）
- 世楽（せらく）
- 外之内（とのうち）
- 中延（なかのべ）
- 野田（のだ）
- 幡谷（はたや）
- 百里（ひゃくり）
- 宮田（みやた）
- 山野（やまの）
- 与沢（よざわ）

#### 旧美野里町
- 江戸（えど）
- 大笹（おおざさ）
- 大谷（おおや）
- 小曽納（おそのう）
- 堅倉（かたくら）
- 上馬場（かみばば）
- 小岩戸（こいわと）
- 西郷地（さいごうち）
- 三箇（さんが）
- 柴高（しばたか）
- 高田（たかだ）
- 竹原（たけはら）
- 竹原下郷（たけはらしもごう）
- 竹原中郷（たけはらなかごう）
- 鶴田（つるた）
- 手堤（てつづみ）
- 寺崎（てらざき）
- 中台（なかだい）
- 中野谷（なかのや）
- 納場（のうば）
- 羽刈（はかり）
- 橋場美（はしばみ）
- 羽鳥（はとり）
- 花野井（はなのい）
- 張星（はりほし）
- 部室（へむろ）
- 先後（まつのち）

#### 旧玉里村
- 上玉里（かみたまり）
- 川中子（かわなご）
- 栗又四ケ（くりまたしか）
- 下玉里（しもたまり）
- 高崎（たかさき）
- 田木谷（たぎや）
- 東田中（ひがしたなか）

## 歴史

### 年表
- 1895年（明治28年）12月1日 - 羽鳥駅が開業。
- 1975年（昭和50年）4月1日 - 国道355号（佐原市 – 石岡市）が制定。
- 1982年（昭和57年）4月1日 - 国道355号（石岡市 - 笠間市）が制定。
- 2006年（平成18年）3月27日 - 東茨城郡小川町・美野里町・新治郡玉里村が合併し、小美玉市が発足。同時に新治郡も消滅した。
- 2007年（平成19年）4月1日 - 鹿島鉄道線が廃止。
- 2010年（平成22年）3月11日 - 茨城空港が開港。

## 人口
| |                                          |  |
| 小美玉市と全国の年齢別人口分布（2005年） | 小美玉市の年齢・男女別人口分布（2005年） |  |
| ■紫色 ― 小美玉市 ■緑色 ― 日本全国 | ■青色 ― 男性 ■赤色 ― 女性                |  |
| 小美玉市（に相当する地域）の人口の推移 \| 1970年（昭和45年） \| 36,967人 \| \| \| 1975年（昭和50年） \| 40,536人 \| \| \| 1980年（昭和55年） \| 44,371人 \| \| \| 1985年（昭和60年） \| 46,520人 \| \| \| 1990年（平成2年） \| 48,200人 \| \| \| 1995年（平成7年） \| 52,041人 \| \| \| 2000年（平成12年） \| 53,406人 \| \| \| 2005年（平成17年） \| 53,265人 \| \| \| 2010年（平成22年） \| 52,279人 \| \| \| 2015年（平成27年） \| 50,911人 \| \| \| 2020年（令和2年） \| 48,870人 \| \| |                                          |  |
| 総務省統計局 国勢調査より |                                          |  |
| 1970年（昭和45年） | 36,967人                                 |  |
| 1975年（昭和50年） | 40,536人                                 |  |
| 1980年（昭和55年） | 44,371人                                 |  |
| 1985年（昭和60年） | 46,520人                                 |  |
| 1990年（平成2年） | 48,200人                                 |  |
| 1995年（平成7年） | 52,041人                                 |  |
| 2000年（平成12年） | 53,406人                                 |  |
| 2005年（平成17年） | 53,265人                                 |  |
| 2010年（平成22年） | 52,279人                                 |  |
| 2015年（平成27年） | 50,911人                                 |  |
| 2020年（令和2年） | 48,870人                                 |  |

## 行政
- 市長：島田幸三（2022年4月30日就任、1期目）

### 歴代市長
| 代 | 氏名     | 在職期間                      | 任期 |
| -- | -------- | ----------------------------- | ---- |
| 1  | 島田穣一 | 2006年4月30日 - 2022年4月29日 | 4期  |
| 2  | 島田幸三 | 2022年4月30日 - 現職          | 1期  |

### 受賞
- 2019年 全国シティセールスデザインコンテスト2019 大賞[2][3]
- 2019年 平成31年全国広報コンクール映像部門日本一（特選・総務大臣賞）[4]
- 2021年 シティプロモーションアワード金賞受賞[3][5]

## 姉妹都市
- アビリン（アメリカ合衆国・カンザス州）

## 経済

### 市内に本社がある主要企業
- スーパーカドヤ
- タカノフーズ
- ジャパンミート

### 農林水産業

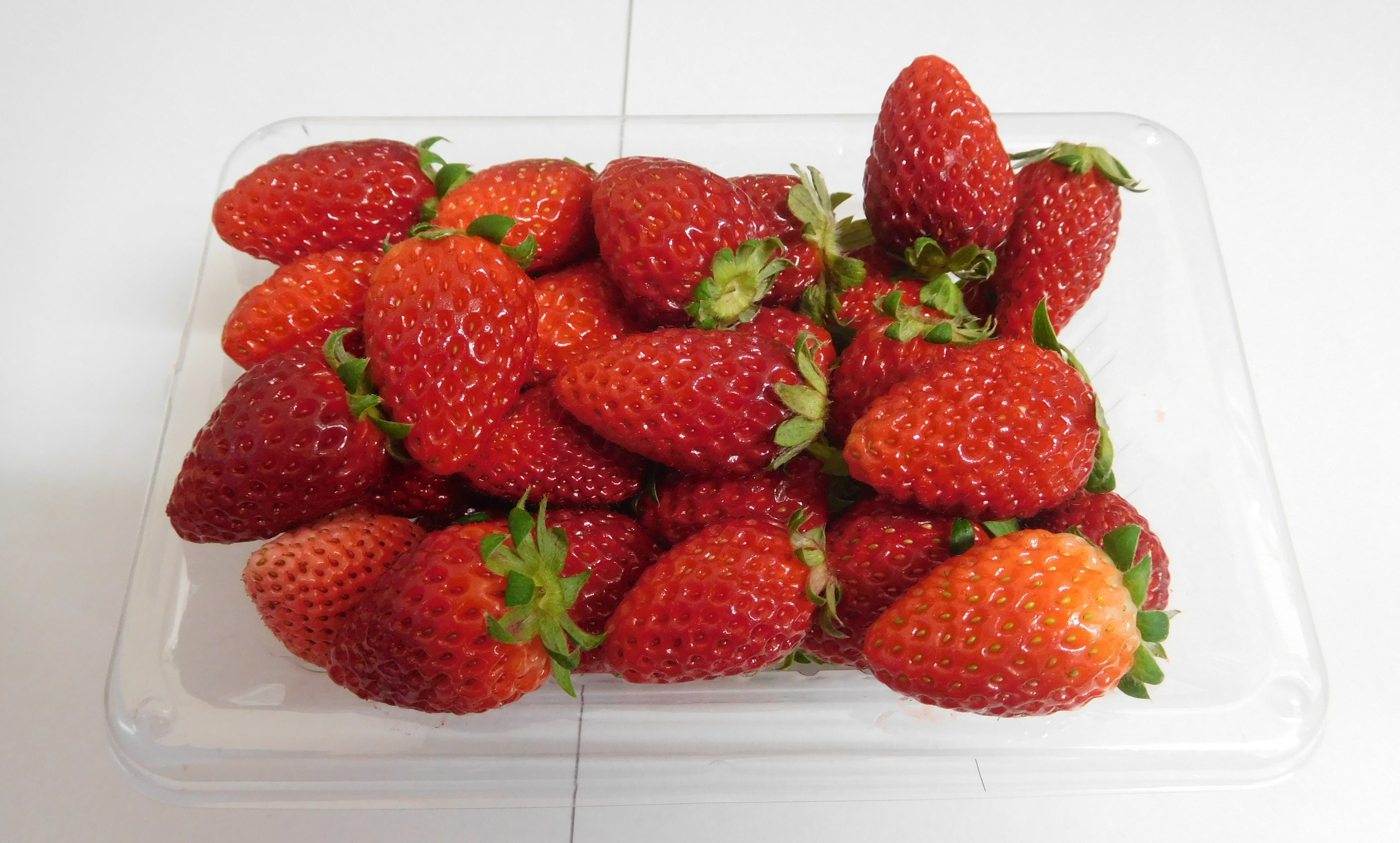
小美玉市で生産された「いばらキッス」

- 2018年に第１回全国ヨーグルトサミットin小美玉を開催。
- 小川地区は、県の銘柄産地指定を受けているニラ・イチゴに加え、メロンや花卉類などの産地でもある。
- 美野里地区は酪農などが盛んで、生乳のほかヨーグルトやアイスクリームの加工品も出荷されている。
- 玉里地区は日本で2番目に大きい湖である霞ヶ浦を拠点とした漁業、低地での米や蓮根栽培、台地での柿・梨・小松菜栽培なども行われている。特に夏場の蓮花（芙蓉）の美しさと数の多さは壮観である。

### 金融機関
- 常陽銀行
- ゆうちょ銀行（郵便局のみ）
- 新ひたち野農業協同組合
- 水戸信用金庫
- 茨城県信用組合

## 文化施設
- 四季文化館みの～れ - 徹底した市民参画によるホール運営を推進。約200名の住民実行委員会が毎年、各種事業計画に携わり、住民劇団･楽団を含むボランティア組織の「みの～れ支援隊」約160名が事業を支えるなど、ホール事業を通じたまちづくりの新たな人材育成のあり方を提示し、全国から注目を集めている。2000年 建設省第1回対話型行政推進賞受賞。2010年 地域創造大賞（総務大臣賞）受賞。
- 小川文化センターアピオス
- 生涯学習センターコスモス

## 教育

### 小学校
- 小美玉市立小川南小学校
- 小美玉市立堅倉小学校
- 小美玉市立竹原小学校
- 小美玉市立納場小学校
- 小美玉市立羽鳥小学校

### 中学校
- 小美玉市立小川南中学校
- 小美玉市立美野里中学校

### 義務教育学校
- 小美玉市立小川北義務教育学校
- 小美玉市立玉里学園義務教育学校

### 高等学校
- 茨城県立中央高等学校

## 交通

### 空港
- 百里飛行場（茨城空港）

### 鉄道
東日本旅客鉄道（JR東日本）
- 常磐線
  - 羽鳥駅

小川地区や玉里地区からは隣の石岡市の石岡駅や高浜駅が至近である。

#### 廃止された鉄道
鹿島鉄道
- 鹿島鉄道線（2007年3月31日廃止）
  - 玉里駅 - 新高浜駅 - 四箇村駅 - 常陸小川駅 - 小川高校下駅

### バス

#### 一般路線バス
石岡駅・高浜駅を起点としたバス路線が市内を経由するが、小川・玉里地区と美野里地区を直接結ぶ路線は運行されていない。
- 関東鉄道
  - かしてつバス（鹿島鉄道代替バス）

#### 小美玉市コミュニティバス「おみたん号」

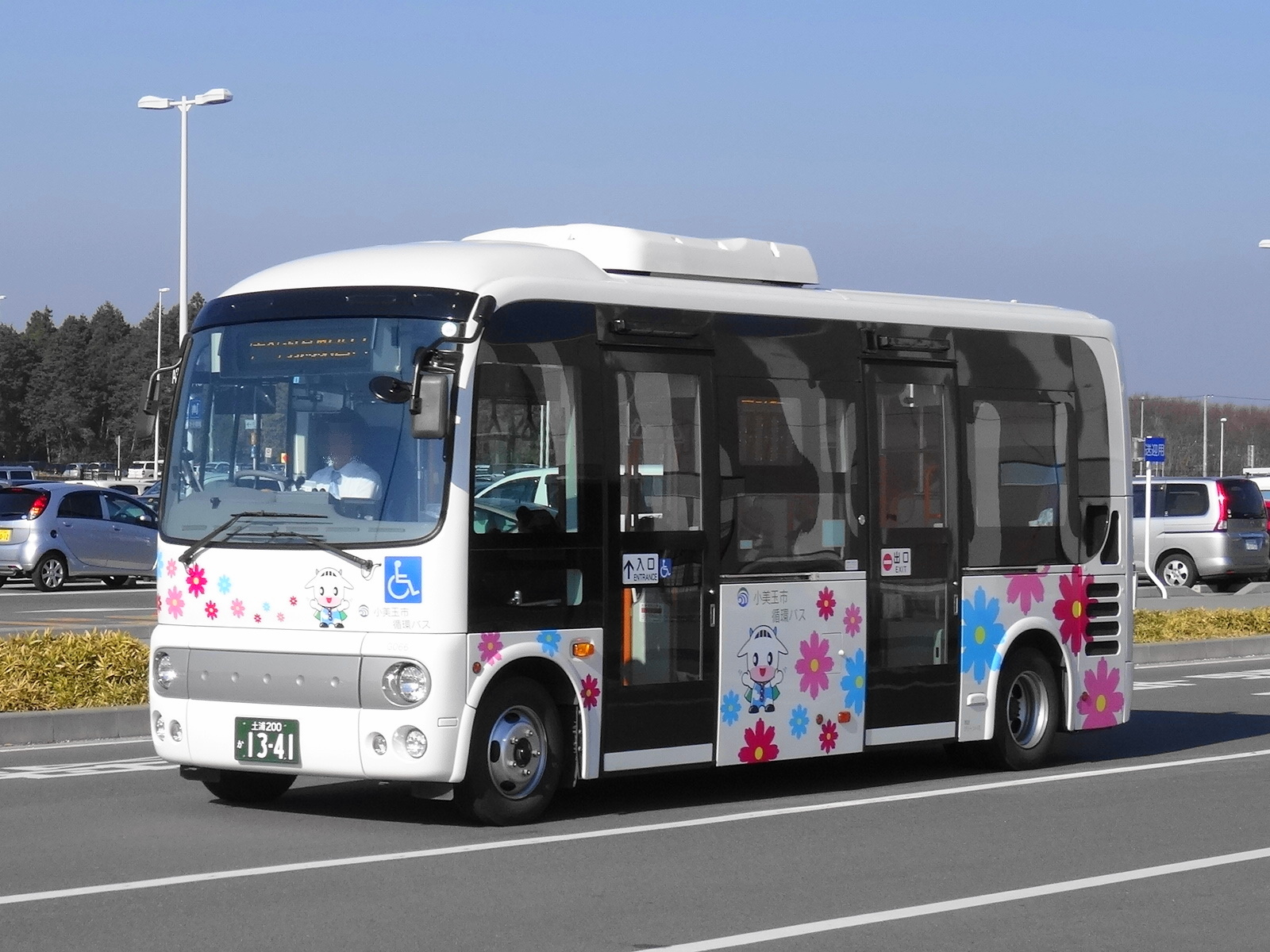
小美玉市内循環バス

2013年10月1日から運行を開始した、市内各方面を運行するコミュニティバス。平日と日曜に運行する。

### 道路

#### 高速道路
- 常磐自動車道
  - 美野里PA

最寄りのインターチェンジは、常磐自動車道の千代田石岡ICと岩間IC、石岡小美玉スマートIC、東関東自動車道の茨城空港北ICである。

#### 一般道
- 一般国道
  - 国道6号
    - 北方面 - 茨城・水戸・ひたちなか・東海・日立・いわき
    - 南方面 - 石岡・かすみがうら・土浦・取手・柏・東京

  - 国道355号
    - 東方面 - 行方・潮来・香取
    - 西方面 - 石岡・笠間

- 主要地方道
  - 茨城県道8号小川鉾田線
  - 茨城県道50号水戸神栖線
  - 茨城県道52号石岡城里線
  - 茨城県道59号玉里水戸線
- 一般県道
  - 茨城県道116号鹿田玉造線
  - 茨城県道144号紅葉石岡線
  - 茨城県道145号上吉影岩間線
  - 茨城県道194号宍倉玉里線
  - 茨城県道278号竹ノ内羽鳥停車場線
  - 茨城県道279号羽鳥停車場江戸線
  - 茨城県道359号茨城空港線
  - 茨城県道360号大和田羽生線

## 出身著名人
- 丹羽雄哉（政治家、元衆議院議員、元厚生大臣）
- 足立吉正（実業家）
- 本間玄調（医学者）
- 滝平二郎（切り絵作家）
- 柳澤隼（サッカー選手）
- 京川舞（女子サッカー選手）
- 保田克也（プロボクサー）
- 宮内タカユキ（歌手）
- 道口瑞之（ミュージカル俳優、劇団四季）
- 立川成幸（落語家）